# شانکروئید
شانکروئید ( chancroid ) یا شانکر نرم (آتشک) یکی از بیماری‌های جنسی است که عامل آن باکتری هموفیلوس دوکرئی (Haemophilus Ducreyi) می‌باشد . بیماری در مناطق گرمسیری ( به خصوص آفریقا) بیشتر دیده می‌شود .
دوره کمون ۱۴-۲ روز است. اولین تظاهر آن به صورت یک جوش کوچک التهابی است که پس از ۳-۲ روز تبدیل به پوسچول شده و بعد زخم می‌شود. ضایعه حاشیه مشخصی دارد، متموج نیست و دردناک می‌باشد. ضایعه نرم و دردناک است. نسبت ابتلای مرد به زن، ۱۰ به ۱ بوده و در ۵۰٪ موارد همراه با لنفادنوپاتی دردناک و یکطرفه اینگوینال می‌باشد. در ۲۵٪ موارد غدد لنفی چرکی شده و به خارج سر باز می‌کند.

## پیشگیری
روش‌های کلی پیشگیری از بیماری‌های منتقله جنسی می‌باشد . شیوع شانکروئید در مردان ختنه شده سه برابر کمتر است .(1)

## درمان
برای درمان شانکروئید از آنتی‌بیوتیک‌هایی مانند: سفتریاکسون، آزیترومایسین، اریترومایسین و سیپروفلوکساسین استفاده می‌شود .(2)